# 臺灣安全加強法案
《臺灣安全加強法》（英語：Taiwan Security Enhancement Act）法案，為針對美國及台灣關係的新法案，於《台灣關係法》之後所提出。
2000年時該法案在眾議院以341票對70票通過，但被部份美國政界人士反對，参议院少數黨領袖达施勒认为该法案将给台湾带来麻烦；參議院外交委員会亚太小组主席托马斯指出，一旦该法案得以通过，不仅不会增强台湾安全，还将威胁美国、台湾和中華人民共和國之间的微妙平衡；參議員約翰·凱瑞批評，該法案無法強化臺灣的國防安全，甚至可能造成亞太地區動盪不安；柯林頓政府以這項立法將升高台海緊張、《台灣關係法》運行良好毋須修改或補強等理由表明反對，官員表示即使參眾兩院都通過本案，他們將建請總統否決。最终该法案在參院沒能足夠的支持票數而搁置，未能立为美国国内法。